# Oberasphe
Oberasphe ist ein Ortsteil der Gemeinde Münchhausen im mittelhessischen Landkreis Marburg-Biedenkopf.

## Geographie

### Geographische Lage
Oberasphe liegt in Mittelhessen an den Südausläufern des Rothaargebirges und dem Ederbergland. Der Ort liegt in unmittelbarer Nähe zum Kohlenberg mit 583 m ü. NN.

### Nachbarorte
- Niederasphe
- Frohnhausen
- Wollmar

## Geschichte

### Ortsgeschichte
Die älteste bekannte schriftliche Erwähnung erfolgte unter dem Namen Asfo in einer Kurmainzer Urkunde aus dem Jahr 1108.
Zwischen Ober- und Unterasphe wurde seit Ende des 13. Jahrhunderts unterschieden und war Folge der Teilung des Gerichts Asphe in den Langsdorfer Verträgen von 1263.
Von 1430 bis 1717 war die Bevölkerung den Herren von Dersch zehntpflichtig. Im Dreißigjährigen Krieg hatte der Ort schwer unter durchziehenden Truppen zu leiden. 1680 wurde die Kirche neu errichtet. Ab 1816 hatte der Ort eine eigene Schule. 1866 wurde Oberasphe mit dem gesamten Hinterland preußisch. Der Männergesangverein wurde 1894 gegründet. 1920 wurde der Ort an das öffentliche Stromnetz angeschlossen. Der Bau der Wasserleitung erfolgte im Jahr 1934. Das Dorfgemeinschaftshaus wurde 1959 eingeweiht.
Der Ort war seit 1821 (Neuorganisation der Verwaltung) bzw. 1832 (offizielle Kreisgründung) im Kreis Biedenkopf ein Gemeindeteil von Frohnhausen, bis er 1848 selbständig wurde. Als 1932 der Landkreis vorübergehend aufgelöst wurde, wurde Oberasphe, wie alle Orte des Amtes Battenberg, dem Landkreis Frankenberg eingegliedert, wo es auch nach Wiederherstellung des nunmehr deutlich verkleinerten Kreises Biedenkopf blieb.
Die Statistisch-topographisch-historische Beschreibung des Großherzogthums Hessen berichtet 1830 über Oberasphe:

„Oberasphe (L. Bez. Battenberg) evangel. Filialdorf; liegt 2 St. von Battenberg, hat 45 Häuser und 285 Einwohner, die außer 30 Juden evangelisch sind. Auch hat der Ort 1 Mahl- und Oelmühle.“

Hessische Gebietsreform (1970–1977)
Als im Jahr 1974 im Zuge der Gebietsreform in Hessen die Landkreise Frankenberg und Waldeck zum Landkreis Waldeck-Frankenberg sowie die Kreise Biedenkopf und Marburg zum Kreis Marburg-Biedenkopf vereinigt wurden, wurde Oberasphe am 1. Januar 1974 zunächst kraft Landesgesetz ein Ortsteil von Battenberg (Eder) im erstgenannten Großkreis. Nach heftigen Protesten der Bevölkerung wurde der Ort jedoch bereits ein halbes Jahr später, am 1. Juli 1974, kraft Landesgesetz in die Großgemeinde Münchhausen im Nachbarkreis Marburg-Biedenkopf eingegliedert. Für alle durch die Gebietsreform in die Großgemeinde eingegliederten Gemeinden wurde je ein Ortsbezirk  gebildet.

### "Dolles Dorf"
Im Oktober 2011 wurde Oberasphe in der Hessenschau für den Wettbewerb um "Das Dolle Dorf 2012" gezogen. Nach ersten Dreharbeiten und der Vorstellung im Fernsehen hat sich Oberasphe im Juni 2012 gemeinsam mit 4 weiteren Orten aus Hessen gegen 48 andere Ortschaften durchgesetzt und an dem Wettbewerb "Dollstes Dorf" in Form verschiedener Dreharbeiten sowie einem Wettkampf auf dem Hessentag teilgenommen. Auch wenn es nur für einen 4. Platz reichte, so konnte der kleine Ort immerhin mit dem Titel "Dollstes Dorf der Herzen 2012" wieder nach Hause fahren, denn schließlich wurden die meisten Anrufe in der Live-Show zugunsten Oberasphes getätigt. Die entsprechende Trophäe wird seitdem im Bürgerhaus des Ortes ausgestellt.

### Verwaltungsgeschichte im Überblick
Die folgende Liste zeigt die Staaten und Verwaltungseinheiten, denen Oberasphe angehört(e):
- 1238: Heiliges Römisches Reich, Grafschaft Stiffe(-Battenberg), Zent Asphe
- vor 1567: Heiliges Römisches Reich, Landgrafschaft Hessen, Amt Battenberg
- ab 1567: Heiliges Römisches Reich, Landgrafschaft Hessen-Marburg, Amt Battenberg[11]
- 1604–1648: strittig zwischen Hessen-Kassel und Hessen-Darmstadt (Hessenkrieg)
- ab 1604: Heiliges Römisches Reich, Landgrafschaft Hessen-Kassel, Amt Battenberg[12]
- ab 1627: Heiliges Römisches Reich, Landgrafschaft Hessen-Darmstadt, Oberfürstentum Hessen, Amt Battenberg
- ab 1806: Großherzogtum Hessen,[Anm. 2] Fürstentum Oberhessen, Amt Battenberg[13][14]
- ab 1815: Großherzogtum Hessen, Provinz Oberhessen, Amt Battenberg[15]
- ab 1821: Großherzogtum Hessen, Provinz Oberhessen, Landratsbezirk Battenberg[Anm. 3]
- ab 1832: Großherzogtum Hessen, Provinz Oberhessen, Kreis Biedenkopf
- ab 1848: Großherzogtum Hessen, Regierungsbezirk Biedenkopf
- ab 1852: Großherzogtum Hessen, Provinz Oberhessen, Kreis Biedenkopf
- ab 1867: Königreich Preußen,[Anm. 4] Provinz Hessen-Nassau, Regierungsbezirk Kassel, Kreis Biedenkopf (übergangsweise Hinterlandkreis)[12]
- ab 1871: Deutsches Reich, Königreich Preußen, Provinz Hessen-Nassau, Regierungsbezirk Wiesbaden, Kreis Biedenkopf
- ab 1918: Deutsches Reich, Freistaat Preußen, Provinz Hessen-Nassau, Regierungsbezirk Wiesbaden, Kreis Biedenkopf
- ab 1932: Deutsches Reich, Freistaat Preußen, Provinz Hessen-Nassau, Regierungsbezirk Kassel, Landkreis Frankenberg
- ab 1933: Deutsches Reich, Freistaat Preußen, Provinz Hessen-Nassau, Regierungsbezirk Kassel, Landkreis Frankenberg
- ab 1944: Deutsches Reich, Freistaat Preußen, Provinz Kurhessen, Landkreis Frankenberg
- ab 1945: Deutsches Reich, Amerikanische Besatzungszone, Groß-Hessen, Regierungsbezirk Kassel, Landkreis Frankenberg
- ab 1946: Deutsches Reich, Amerikanische Besatzungszone, Hessen, Regierungsbezirk Kassel, Landkreis Frankenberg
- ab 1949: Bundesrepublik Deutschland, Hessen, Regierungsbezirk Kassel, Landkreis Frankenberg
- ab 1974: Bundesrepublik Deutschland, Hessen, Regierungsbezirk Kassel, Landkreis Waldeck-Frankenberg, Gemeinde Münchhausen
- ab 1981: Bundesrepublik Deutschland, Hessen, Regierungsbezirk Gießen, Landkreis Marburg-Biedenkopf

## Bevölkerung

### Einwohnerstruktur 2011
Nach den Erhebungen des Zensus 2011 lebten am Stichtag dem 9. Mai 2011 in Oberasphe 321 Einwohner. Darunter waren keine Ausländer. Nach dem Lebensalter waren 69 Einwohner unter 18 Jahren, 117 zwischen 18 und 49, 69 zwischen 50 und 156 und 66 Einwohner waren älter. Die Einwohner lebten in 120 Haushalten. Davon waren 24 Singlehaushalte, 27 Paare ohne Kinder und 54 Paare mit Kindern, sowie 12 Alleinerziehende und keine Wohngemeinschaften. In 18 Haushalten lebten ausschließlich Senioren/-innen und in 72 Haushaltungen leben keine Senioren/-innen.

### Einwohnerentwicklung
| Quelle: | Historisches Ortslexikon |
| • 1577: | 35 Hausgesesse           |
| • 1712: | 26 Haushaltungen         |
| • 1791: | 214 Einwohner            |
| • 1800: | 211 Einwohner            |
| • 1806: | 224 Einwohner, 34 Häuser |
| • 1829: | 285 Einwohner, 45 Häuser |

| Oberasphe: Einwohnerzahlen von 1791 bis 2020 | Oberasphe: Einwohnerzahlen von 1791 bis 2020 | Oberasphe: Einwohnerzahlen von 1791 bis 2020 | Oberasphe: Einwohnerzahlen von 1791 bis 2020 | Oberasphe: Einwohnerzahlen von 1791 bis 2020 |
| --- | -------------------------------------------- | -------------------------------------------- | -------------------------------------------- | -------------------------------------------- |
| Jahr |                                              |                                              |                                              | Einwohner                                    |
| 1791 | 1791                                         |                                              | 214                                          | 214                                          |
| 1800 | 1800                                         |                                              | 211                                          | 211                                          |
| 1806 | 1806                                         |                                              | 224                                          | 224                                          |
| 1829 | 1829                                         |                                              | 285                                          | 285                                          |
| 1834 | 1834                                         |                                              | 314                                          | 314                                          |
| 1840 | 1840                                         |                                              | 326                                          | 326                                          |
| 1846 | 1846                                         |                                              | 360                                          | 360                                          |
| 1852 | 1852                                         |                                              | 333                                          | 333                                          |
| 1858 | 1858                                         |                                              | 352                                          | 352                                          |
| 1864 | 1864                                         |                                              | 337                                          | 337                                          |
| 1871 | 1871                                         |                                              | 307                                          | 307                                          |
| 1875 | 1875                                         |                                              | 306                                          | 306                                          |
| 1885 | 1885                                         |                                              | 334                                          | 334                                          |
| 1895 | 1895                                         |                                              | 337                                          | 337                                          |
| 1905 | 1905                                         |                                              | 323                                          | 323                                          |
| 1910 | 1910                                         |                                              | 329                                          | 329                                          |
| 1925 | 1925                                         |                                              | 326                                          | 326                                          |
| 1939 | 1939                                         |                                              | 343                                          | 343                                          |
| 1946 | 1946                                         |                                              | 496                                          | 496                                          |
| 1950 | 1950                                         |                                              | 467                                          | 467                                          |
| 1956 | 1956                                         |                                              | 390                                          | 390                                          |
| 1961 | 1961                                         |                                              | 347                                          | 347                                          |
| 1967 | 1967                                         |                                              | 345                                          | 345                                          |
| 1980 | 1980                                         |                                              | ?                                            | ?                                            |
| 1990 | 1990                                         |                                              | ?                                            | ?                                            |
| 2000 | 2000                                         |                                              | ?                                            | ?                                            |
| 2011 | 2011                                         |                                              | 321                                          | 321                                          |
| 2015 | 2015                                         |                                              | 345                                          | 345                                          |
| 2020 | 2020                                         |                                              | 308                                          | 308                                          |
| Datenquelle: Historisches Gemeindeverzeichnis für Hessen: Die Bevölkerung der Gemeinden 1834 bis 1967. Wiesbaden: Hessisches Statistisches Landesamt, 1968. Weitere Quellen: LAGIS; Zensus 2011; Dorfentwicklungsplan |                                              |                                              |                                              |                                              |

### Historische Religionszugehörigkeit
| Quelle: | Historisches Ortslexikon                                          |
| • 1829: | 255 evangelische(= 89,47 %), 30 jüdische (= 10,53 %) Einwohner    |
| • 1885: | 300 evangelische, keine katholischen, 34 jüdische Einwohner       |
| • 1961: | 333 evangelische (= 95,97 %), 14 katholische (= 4,03 %) Einwohner |

## Politik

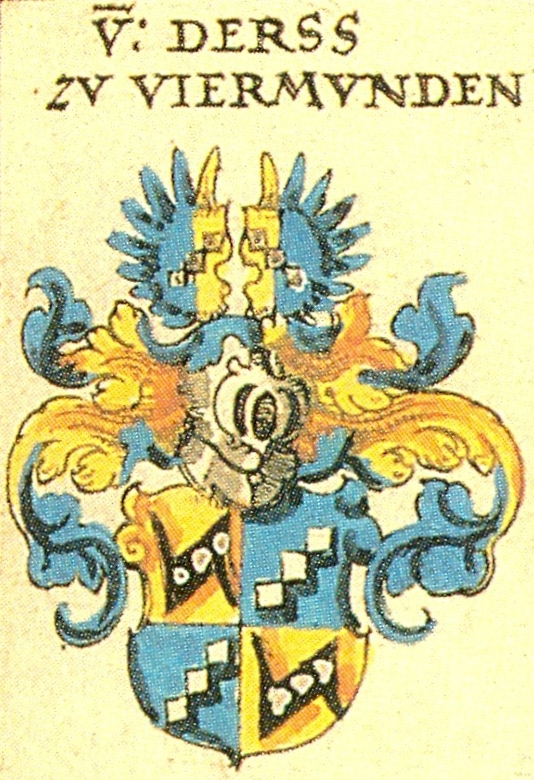
Wappen derer von Dersch

### Ortsbeirat
Für Oberasphe besteht ein Ortsbezirk (Gebiete der ehemaligen Gemeinde Oberasphe) mit Ortsbeirat und Ortsvorsteher nach der Hessischen Gemeindeordnung. Der Ortsbeirat für den Ortsbezirk Oberasphe besteht aus sieben Mitgliedern. Die Wahlbeteiligung zur Wahl des Ortsbeirats bei der Kommunalwahl 2021 betrug 76,49 %. Alle Kandidaten gehörten der „Einheitsliste Oberasphe“ an. Der Ortsbeirat wählte Achim Müller zum Ortsvorsteher.

### Wappen
Am 3. September 1959 genehmigte der Hessische Minister des Innern das Wappen mit folgender Beschreibung:
| Wappen von Oberasphe | Blasonierung: „Im blauen Feld drei goldene Rauten balkenweise schrägrechts gestellt, im oberen Feld ein vierblättriges Kleeblatt in Gold.“ |
| Wappen von Oberasphe | Wappenbegründung: Die Vorlage für das Wappen lieferte das Wappenbild der alten hessischen Familie von Dersch. Das Geschlecht von Dersch war im Raum Oberasphe/Frohnhausen ansässig. Die Einwohner waren an die Familie zehntpflichtig. Somit hatte das Wappen der Familie für Oberasphe eine historische Bedeutung. Mit dem Entwurf des Wappens hatte die Gemeindevertretung den „Akademischen Maler“ Richard Assman in Fürstenhagen betraut. |

### Flagge
Am 3. September 1959 genehmigte der Hessische Minister des Innern die Flagge mit folgender Beschreibung:

„Auf der breiten goldenen Mittelbahn des blaugoldblauen Flaggentuches das Gemeindewappen.“

Seit der Einweihung des Dorfgemeinschaftshauses am 5. September 1959 weht in Oberasphe bei allen besonderen Anlässen die Oberaspher Flagge mit dem Oberaspher Wappen. Auch wenn sie seit der Eingemeindung nach Münchhausen keine rechtliche Gültigkeit mehr hat, hat es im Ort zu einer großen Anerkennung gefunden, mit dem sich alle Oberaspher identifizieren. Man sieht es nicht nur bei festlichen oder offiziellen Anlässen, man findet es auch bei den Vereinsheimen, an Haustüren, an Häuserfassaden und in Form einer Fahne in nahezu jedem Haushalt.